# Paraíso, Frontera Comalapa
Paraíso är en ort i Mexiko.   Den ligger i kommunen Frontera Comalapa och delstaten Chiapas, i den sydöstra delen av landet, 800 km sydost om huvudstaden Mexico City. Paraíso ligger 654 meter över havet och antalet invånare är 130.
Terrängen runt Paraíso är platt åt nordost, men åt sydväst är den kuperad. Runt Paraíso är det ganska tätbefolkat, med 90 invånare per kvadratkilometer. Närmaste större samhälle är Frontera Comalapa, 10,8 km söder om Paraíso. Omgivningarna runt Paraíso är en mosaik av jordbruksmark och naturlig växtlighet.